# Gartnait, 7. Earl of Mar
Gartnait, 7. Earl of Mar (auch Gartnet oder Gratney, * nach 1266; † um 1302) war ein schottischer Adliger.

## Herkunft
Gartnait war ein Sohn von Domhnall, 6. Earl of Mar und dessen Frau Helen. Seine Mutter war eine Tochter des walisischen Fürsten Dafydd ap Llywelyn und Witwe von Malcolm Macduff, 6. Earl of Fife. Er wird erstmals am 11. Juni 1297 in einem Briefwechsel seines Vaters mit dem englischen König Eduard I. erwähnt. Vermutlich starb sein Vater wenige Wochen später, worauf Gartnait sein Erbe wurde.

## Rolle im Schottischen Unabhängigkeitskrieg
1296 hatte der englische König Schottland in einem kurzen Feldzug besetzt, den schottischen König John Balliol zur Abdankung gezwungen und anschließend selbst die Verwaltung des Landes übernommen. Gartnait diente als Sheriff von Aberdeenshire. 1297 kam es aber in weiten Teilen Schottlands zu einer Rebellion gegen die englische Herrschaft. Dabei unterstützte Gartnait offenbar Andrew Murray, den Führer der Rebellion in Nordschottland. Allerdings dankte Henry Cheyne, der auf englischer Seite stehende Bischof von Aberdeen Gartnait für seine Unterstützung bei der Abwehr einer Belagerung von Inverness Castle. Über seine weitere Rolle im Schottischen Unabhängigkeitskrieg ist fast nichts bekannt. 

## Heirat und Nachkommen
Gartnait hatte nach 1292 eine Tochter von Robert de Brus, Earl of Carrick geheiratet, vermutlich Christina. Ihr Bruder Robert Bruce heiratete Isabella, eine Schwester von Gartnait. Mit seiner Frau hatte Gartnait mindestens zwei Kinder:
- Domhnall, 8. Earl of Mar
- Ellen

Nach seinem frühen Tod wurde sein Schwager Robert Bruce Vormund seines Sohns und Erben. Jane (auch Janet), eine Tochter von Ellen, heiratete in zweiter Ehe Robert Erskine, 1. Lord Erskine und begründete damit den Anspruch der Familie Erskine auf den Titel des Earl of Mar.